# Phnum Srok (huyện)
Huyện Phnom Srok (tiếng Khmer: ស្រុកភ្នំស្រុក) là một huyện (srok) ở phía đông tỉnh Banteay Meanchey, tây bắc Campuchia. Huyện lỵ là thị trấn Phnom Srok cự ly 52 km về phía đông bắc của tỉnh lỵ Sisophon theo đường bộ. Phnom Srok là huyện cực đông của tỉnh Banteay Meanchey. Huyện này có ranh giới với tỉnh Siem Reap và tỉnh Oddar Meanchey về phía đông. Không có đường lớn ở huyện này, huyện khá cô lập về giao thông.
Huyện này có khu đất thấp ngập nước và nhờ thế cô lập, có nhiều loài chim quý hiếm ở khu vực 10.250 ha bảo tồn thiên nhiên.
Nằm ở trung tâm huyện, khu bảo tồn sếu Ang Trapaing Thmor là một khu bảo tồn được chính thức thành lập ngày 1 tháng 1 năm 1999, tọa độ là 13° 52' 7"B, 103° 18' 4"Đ. Khu vực này được lập ra để bảo vệ loài sếu đầu đỏ (Grus antigone sharpii) quý hiếm. Trước khi phát hiện loài sếu này ở Trapaing Thmor, người ta cho rằng có ít hơn 1000 con sếu đầu đỏ còn sống sót trên toàn thế giới.

## Hành chính
Huyện được chia thành 6 xã (khum) và 55 làng (phum).
| Khum (Xã)         | Phum (Làng) |
| ----------------- | --- |
| Nam Tau           | Rongvean, Thmei Khang Tboung, Thmei Khang Cheung, Kouk Yeang, Kouk Chas, Chrab, Kantuot, Nam Tau, Pongro, Samraong, Khnang, Thnong Khang Tboung, Thnong Khang Cheung, Slaeng, Ta Kong, Yeang Otdam, Ampel Kaong, Kung Seim |
| Paoy Char         | Paoy Snuol, Paoy Char, Trapeang Thma Tboung, Trapeang Thma Cheung, Trapeang Thma Kandal, Paoy Ta Ong, Sambuor, Pongro |
| Phnom Dei         | Phnom Dei, Ponley, Kouk Seh, Thnal Dach, Bos Sbov, Trapeang Prei, Kamping Puoy, Spean Kmeng, Trang, Khchay |
| Ponley            | Ta Vong, Ponley, Svay Sa, Svay Khmau, Kouk Ta Sokh, Pou Roam Bon |
| Spean Sraeng Rouk | Mukh Chhneang, Spean, Kouk Char, Kandaol, Pongro |
| Srah Chik         | Moat Srah, Srah Chhuk Khang Lech, Srah Chik, Kouk Kraol, Kouk Rumchek, Kouk Ta Reach, Kandal Khang Lech, Kandal Khang Kaeut, Srah Chhuk Khang Kaeut                                                                        |

## Dân cư
Theo điều tra dân số năm 1998, huyện này có 45.251 nhân khẩu với 8.675 hộ. Cơ cấu dân số gồm 21.768 nam giới (48,1%) và 23.483 nữ giới (chiếm 51,9%). Đây là huyện ít dân nhì tỉnh này, chỉ cao hơn huyện Malai về dân số. Quy mô trung bình mỗi hộ là 5,2 nhân khẩu.